# Megasoma elephas
Megasoma elephas är en skalbaggsart som beskrevs av Fabricius 1775. Megasoma elephas ingår i släktet Megasoma och familjen Dynastidae. Inga underarter finns listade i Catalogue of Life.

## Bildgalleri

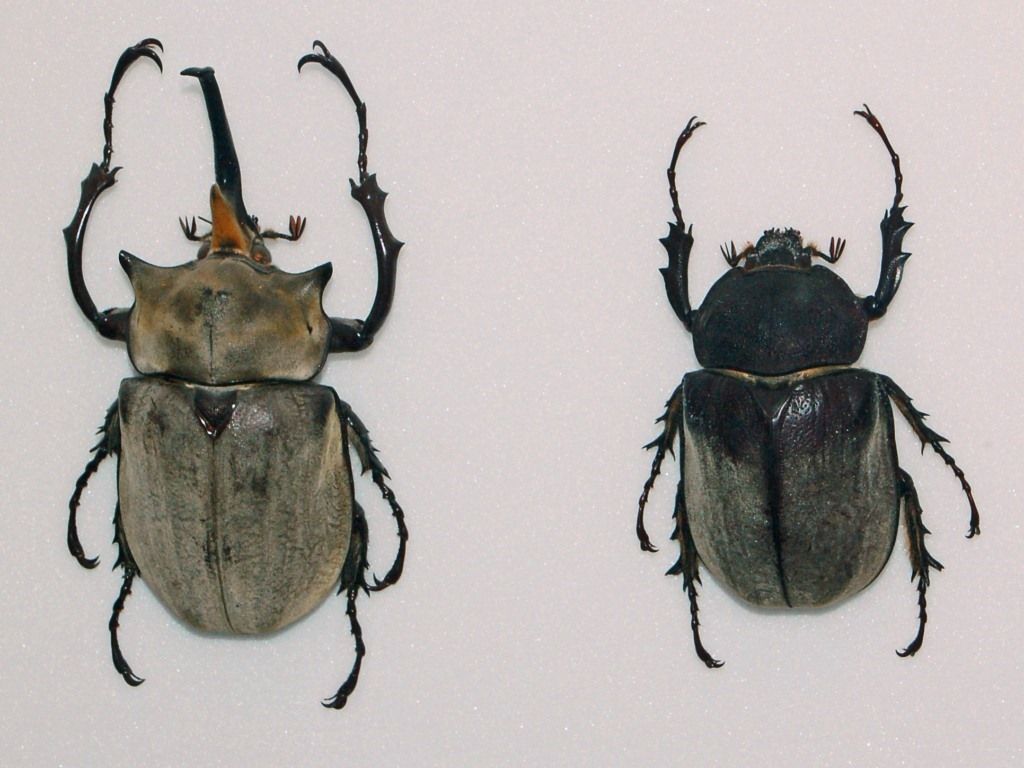
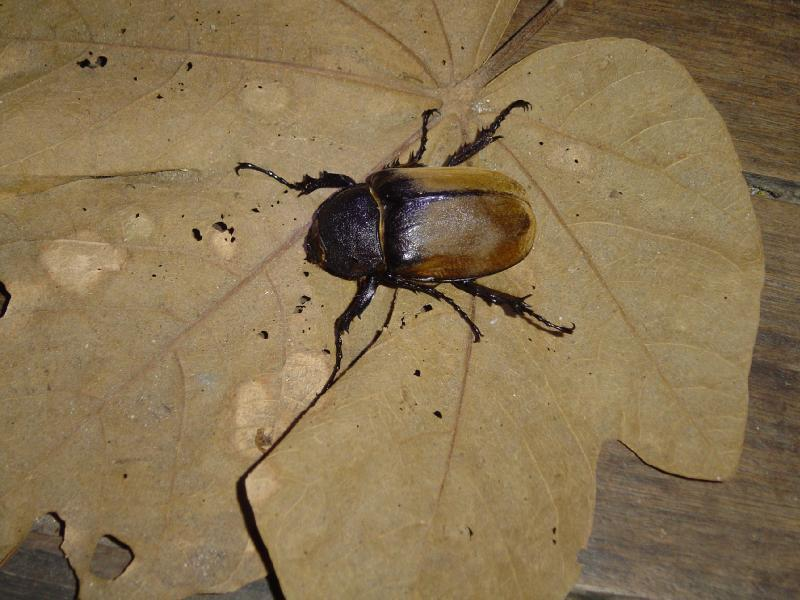